# Realitatea Plus
Realitatea Plus este un post de televiziune de știri deținut de Geopol International SRL, care a primit licență audiovizuală de la CNA pe 17 ianuarie 2013, fiind lansat prin satelit pe 16 ianuarie 2015, cu conținut diferit de Realitatea TV.
Pe data de 30 octombrie 2019, Realitatea TV a fost închis, iar Realitatea Plus a preluat grila de programe. Cu această ocazie a fost schimbat și logo-ul. 
Pe data de 12 decembrie 2019, postul Realitatea TV a fost înlocuit de Realitatea Plus în online.
Până în 2021, Geopol International SRL avea ca acționari firma Strategies Research (99%; Maricel Păcuraru și Cozmin Gușă) și  fata lui Maricel Păcuraru, Bertalan Alexandra Beatrice (1%;).
Din 2021, Bertalan Alexandra Beatrice a devenit noul proprietar cu un procent de 99,75%, firma Strategies Research având 0,25%.
Chiar dacă postul Realitatea Plus s-a arătat nepartizan, din 2023 susține cauza partidelor de extremă dreapta și de extremă stânga, de asemenea postul îl susține și pe radicalul Călin Georgescu acuzat de acte legionare și neo-fasciste.
Din 17 mai 2022, Realitatea Plus a trecut la formatul 16:9, și emite dintr-un nou sediu după ce a primit un ordin de evacuare din clădirea Willbrook (unde emitea postul). De precizat că, odată cu mutarea în noul sediu, pe canalul Realitatea Star s-a putut vedea noua transmisie în HD a lui Realitatea Plus, prin simulcast.
Din data de 18 mai 2022, Realitatea Plus se poate recepționa acum, în mod oficial, și în format HD, lansând astfel canalul Realitatea Plus HD. Momentan, canalul poate fi recepționat atât la operatorul Ines, cât și pe online, pe site-ul propriu.
Din data de 22 iunie 2022, canalul se poate recepționa în rezoluția HD și în rețeaua RCS&RDS.

## Emisiuni
- 100% cu Laurențiu Botin
- Day Time News
- Deschide lumea
- Culisele Statului Paralel cu Anca Alexandrescu
- Raport de zi cu Ana Maria Păcuraru
- Plus matinal
- Prime Time News
- Realitatea zilei
- Lupta pentru România cu Nicoleta Cone
- Legea Junglei
- Newsroom